# 용도지구
용도지구(用途地區)는 합리적·경제적인 국토를 이용을 위해 정부에서 미리 지정해 둔 지구를 말한다.

토지의 이용 및 건축물의 용도·건폐율·용적률·높이 등에 대한 용도지역의 제한을 강화 또는 완화하여 적용함으로써 
용도지역의 기능을 증진시키고 미관·경관·안전 등을 도모하기 위하여 도시·군관리계획으로 결정하는 지역을 말한다.

## 대한민국의 용도지구
국토의 계획 및 이용에 관한 법률 제2조에서는 용도지구에 대해 "토지의 이용 및 건축물의 용도·건폐율·용적률·높이 등에 대한 용도지역의 제한을 강화하거나 완화하여 적용함으로써 용도지역의 기능을 증진시키고 미관·경관·안전 등을 도모하기 위하여 도시관리계획으로 결정하는 지역"으로 정의하고, 국토의 계획 및 이용에 관한 법률 제37조에 따라 결정한다.
| 용도지구                         | 구분 |
| -------------------------------- | --- |
| 경관지구                         | 경관의 보전ㆍ관리 및 형성을 위하여 필요한 지구 |
| 고도지구                         | 쾌적한 환경 조성 및 토지의 효율적 이용을 위하여 건축물 높이의 최고한도를 규제할 필요가 있는 지구                                                    |
| 방화지구                         | 화재의 위험을 예방하기 위하여 필요한 지구 |
| 방재지구                         | 풍수해, 산사태, 지반의 붕괴, 그 밖의 재해를 예방하기 위하여 필요한 지구                                                                             |
| 보호지구                         | 문화재, 중요 시설물(항만, 공항 등 대통령령으로 정하는 시설물을 말한다) 및 문화적ㆍ생태적으로 보존가치가 큰 지역의 보호와 보존을 위하여 필요한 지구  |
| 취락지구                         | 녹지지역ㆍ관리지역ㆍ농림지역ㆍ자연환경보전지역ㆍ개발제한구역 또는 도시자연공원구역의 취락을 정비하기 위한 지구                                      |
| 개발진흥지구                     | 주거기능ㆍ상업기능ㆍ공업기능ㆍ유통물류기능ㆍ관광기능ㆍ휴양기능 등을 집중적으로 개발ㆍ정비할 필요가 있는 지구                                        |
| 특정용도제한지구                 | 주거 및 교육 환경 보호나 청소년 보호 등의 목적으로 오염물질 배출시설, 청소년 유해시설 등 특정시설의 입지를 제한할 필요가 있는 지구                  |
| 복합용도지구                     | 지역의 토지이용 상황, 개발 수요 및 주변 여건 등을 고려하여 효율적이고 복합적인 토지이용을 도모하기 위하여 특정시설의 입지를 완화할 필요가 있는 지구 |
| 그 밖에 대통령령으로 정하는 지구 | |

## 용도지구의 지정
대한민국 국토의 계획 및 이용에 관한 법률 시행령 제31조에 따라 용도지구는 도시관리계획으로 다음과 같이 세분하여 지정할 수 있다.
| 용도지구     | 세분                  | 구분 |
| ------------ | --------------------- | --- |
| 경관지구     | 자연경관지구          | 산지·구릉지 등 자연경관의 보호 또는 도시의 자연풍치를 유지하기 위하여 필요한 지구                                         |
| 경관지구     | 수변경관지구          | 지역내 주요 수계의 수변 자연경관을 보호·유지하기 위하여 필요한 지구                                                       |
| 경관지구     | 시가지경관지구        | 주거지역의 양호한 환경조성과 시가지의 도시경관을 보호하기 위하여 필요한 지구                                              |
| 미관지구     | 중심지미관지구        | 토지의 이용도가 높은 지역의 미관을 유지·관리하기 위하여 필요한 지구                                                       |
| 미관지구     | 역사문화미관지구      | 문화재와 문화적으로 보존가치가 큰 건축물 등의 미관을 유지·관리하기 위하여 필요한 지구                                     |
| 미관지구     | 일반미관지구          | 중심지미관지구 및 역사문화미관지구외의 지역으로서 미관을 유지·관리하기 위하여 필요한 지구                                 |
| 고도지구     | 최고고도지구          | 환경과 경관을 보호하고 과밀을 방지하기 위하여 건축물높이의 최고한도를 정할 필요가 있는 지구                               |
| 고도지구     | 최저고도지구          | 토지이용을 고도화하고 경관을 보호하기 위하여 건축물높이의 최저한도를 정할 필요가 있는 지구                                |
| 보존지구     | 문화자원보존지구      | 문화재·전통사찰 등 역사·문화적으로 보존가치가 큰 시설 및 지역의 보호와 보존을 위하여 필요한 지구                          |
| 보존지구     | 중요시설물보존지구    | 국방상 또는 안보상 중요한 시설물의 보호와 보존을 위하여 필요한 지구                                                       |
| 보존지구     | 생태계보존지구        | 야생동식물서식처 등 생태적으로 보존가치가 큰 지역의 보호와 보존을 위하여 필요한 지구                                      |
| 시설보호지구 | 학교시설보호지구      | 학교의 교육환경을 보호·유지하기 위하여 필요한 지구                                                                        |
| 시설보호지구 | 공용시설보호지구      | 공용시설을 보호하고 공공업무기능을 효율화하기 위하여 필요한 지구                                                          |
| 시설보호지구 | 항만시설보호지구      | 항만기능을 효율화하고 항만시설을 관리·운영하기 위하여 필요한 지구                                                         |
| 시설보호지구 | 공항시설보호지구      | 공항시설의 보호와 항공기의 안전운항을 위하여 필요한 지구                                                                  |
| 취락지구     | 자연취락지구          | 녹지지역·관리지역·농림지역 또는 자연환경보전지역안의 취락을 정비하기 위하여 필요한 지구                                   |
| 취락지구     | 집단취락지구          | 개발제한구역안의 취락을 정비하기 위하여 필요한 지구                                                                       |
| 개발진흥지구 | 주거개발진흥지구      | 주거기능을 중심으로 개발·정비할 필요가 있는 지구                                                                          |
| 개발진흥지구 | 산업개발진흥지구      | 공업기능을 중심으로 개발·정비할 필요가 있는 지구                                                                          |
| 개발진흥지구 | 유통개발진흥지구      | 유통·물류기능을 중심으로 개발·정비할 필요가 있는 지구                                                                     |
| 개발진흥지구 | 관광·휴양개발진흥지구 | 관광·휴양기능을 중심으로 개발·정비할 필요가 있는 지구                                                                     |
| 개발진흥지구 | 복합개발진흥지구      | 주거기능, 공업기능, 유통·물류기능 및 관광·휴양기능중 2 이상의 기능을 중심으로 개발·정비할 필요가 있는 지구                |
| 개발진흥지구 | 특정개발진흥지구      | 주거기능, 공업기능, 유통·물류기능 및 관광·휴양기능 외의 기능을 중심으로 특정한 목적을 위하여 개발·정비할 필요가 있는 지구 |

## 기타
국토에 대해 빠짐없이 지정해야 하는 용도지역과 달리 용도지구는 특별한 지구에 대해서만 지정하므로 별도로 지정되지 않거나, 2이상의 지구가 중복 지정되는 토지가 있을 수 있다.
시·도 조례로 용도지구를 신설할 수 있으나, 당해 용도지역·용도구역의 행위제한을 완화하는 용도지구를 신설할 수는 없다.